# Staudtia
Genre
Staudtia est un genre de plantes à fleurs de la famille des Myristicaceae.
Son nom rend hommage au botaniste allemand Alois Staudt.

## Liste d'espèces
Selon Catalogue of Life (24 septembre 2017) :
- Staudtia kamerunensis Warb.

Selon NCBI (24 septembre 2017) :
- Staudtia gabonensis
- Staudtia kamerunensis

Selon The Plant List (24 septembre 2017) :
- Staudtia kamerunensis Warb.

Selon Tropicos (24 septembre 2017) (Attention liste brute contenant possiblement des synonymes) :
- Staudtia congensis Vermoesen
- Staudtia gabonensis Warb.
- Staudtia kamerunensis Warb.
- Staudtia niohue Pierre
- Staudtia stipitata Warb.